# الطريق إلى بالوما
الطريق إلى بالوما (بالإنجليزية: Road to Paloma)‏ هو فيلم حركة ودراما تم إنتاجه في الولايات المتحدة وصدر سنة 2014 بطولة جايسون موموا وسارة شاهي.

## القصة
بعد قتل مغتصب والدته ، يهرب وولف ، وهو أمريكي أصلي ، من القانون. بعد ستة أشهر ، التقى مع تائهٍ يُدعى كاش ويتجه شمالًا إلى ممتلكات أخته حيث ينوي الذهاب لنشر رماد والدته ، ولكن مع القانون الذي يقف وراءه مباشرةً ، قد يأتي حلمه بإرضاء والدته بثمن.

## الميزانية والإيرادات
كلف الفيلم 600 ألف دولار وحقق أرباح تقدر بـ 937 ألف دولار.

## وصلات خارجية
الطريق إلى بالوما على موقع IMDb (الإنجليزية)
- الطريق إلى بالوما على موقع ميتاكريتيك (الإنجليزية)
- الطريق إلى بالوما على موقع روتن توميتوز (الإنجليزية)
- الطريق إلى بالوما على موقع ألو سيني (الفرنسية)
- الطريق إلى بالوما على موقع أول موفي (الإنجليزية)
- الطريق إلى بالوما على موقع فيلمافينيتي (الإسبانية)
- الطريق إلى بالوما على موقع قاعدة بيانات الفيلم (الإنجليزية)
- الطريق إلى بالوما على موقع ليتربوكسد (الإنجليزية)
- الطريق إلى بالوما على موقع كينوبويسك (الروسية)